# Capron (Oklahoma)
Pour les articles homonymes, voir Capron.
Capron est une ville américaine, situé dans le comté de woods dans l'Oklahoma. La population de la ville était en 2000 de 42 habitants.

## Géographie
Avard se trouve au nord-ouest de l'Oklahoma à l'est des Grandes Plaines.